# Siliquaria modesta
Siliquaria modesta är en snäckart som beskrevs av Dall 1881. Siliquaria modesta ingår i släktet Siliquaria och familjen Siliquariidae. Inga underarter finns listade i Catalogue of Life.